# Err
Err (Catalaans: Er) is een gemeente in het Franse departement Pyrénées-Orientales (regio Occitanie) en telt 551 inwoners (1999). De plaats maakt deel uit van het arrondissement Prades. In de gemeente ligt spoorwegstation Err.

## Geografie
De oppervlakte van Err bedraagt 26,5 km², de bevolkingsdichtheid is 20,8 inwoners per km².

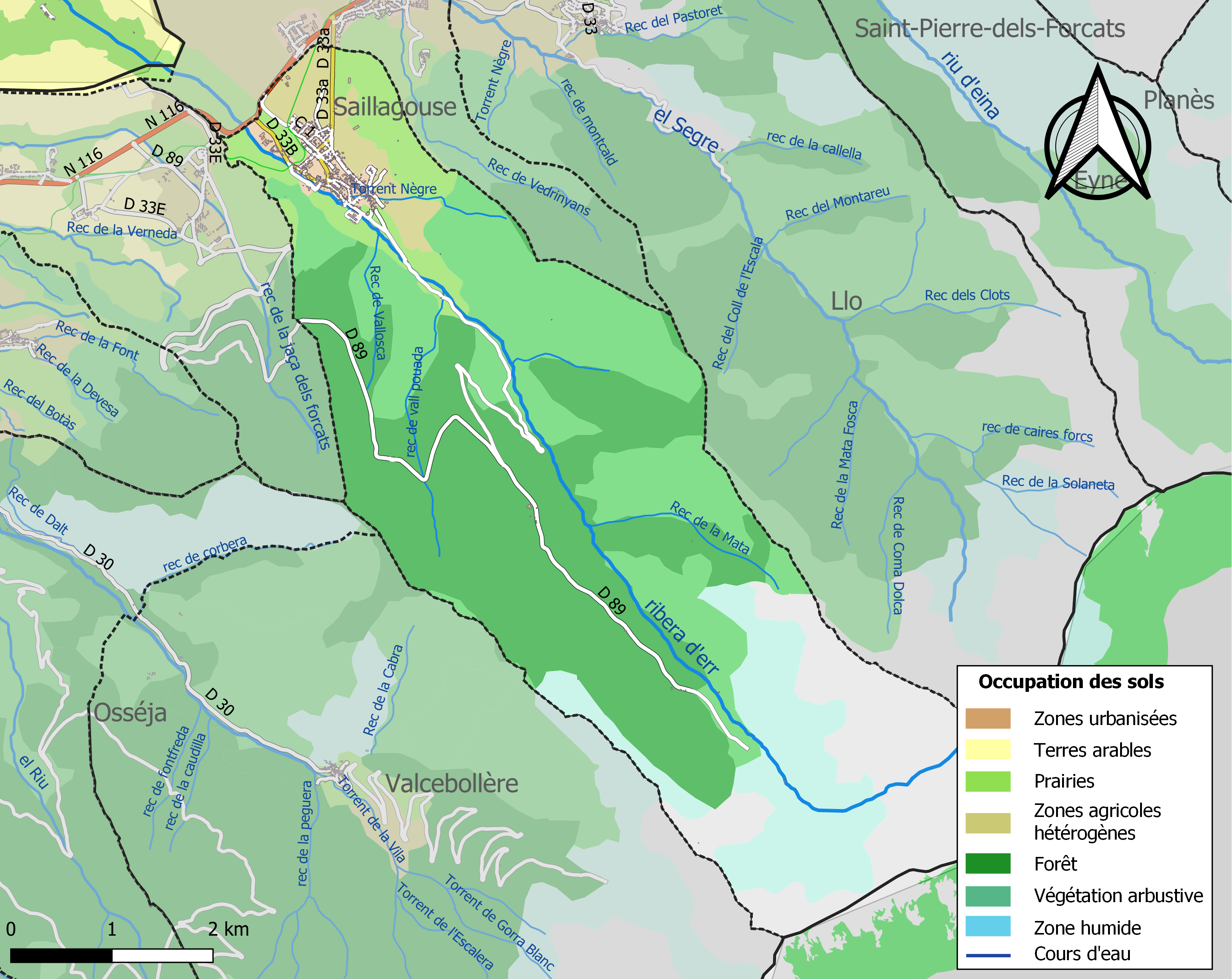
Kaart van de gemeente met de belangrijkste infrastructuur, bodemgebruik en omliggende gemeenten

## Demografie
Onderstaande figuur toont het verloop van het inwonertal (bron: INSEE-tellingen).